# Iris Andraschek-Holzer
Iris Andraschek-Holzer (née le 23 juin 1963 à Horn) est une artiste contemporaine autrichienne.

## Biographie
Iris Andraschek-Holzer étudie de 1982 à 1988 à l'académie des beaux-arts de Vienne auprès de Maximilian Melcher. De 1986 à 1987, elle vient à l'école de fresque à Bolzano.
De 1997 à 2000, elle travaille pour le gouvernement de Basse-Autriche en tant que conseillère pour l'art public.
En 2008, elle devient membre de MAERZ et de la Sécession viennoise.

## Source de la traduction
- (de) Cet article est partiellement ou en totalité issu de l’article de Wikipédia en allemand intitulé « Iris Andraschek-Holzer » (voir la liste des auteurs).